# Steen Rasmussen (atlet)
 Der er flere personer med dette navn, se Steen Rasmussen (flertydig).
Steen Rasmussen (født 1. december 1888 i Randers) var en dansk atlet (løber).
Han var medlem af Københavns FF og deltog i terrænløbet ved OL 1912 i Stockholm og blev nummer 28 individuelt og nummer 5 i holdkonkurrencen.

## Danske mesterskaber
- Bronze 1911 1500 meter 4:35.0

| Atletikudøver | Spire Denne biografi om en dansk atletikudøver er en spire som bør udbygges. Du er velkommen til at hjælpe Wikipedia ved at udvide den. |